# Agence photographique
 (mai 2020).
Si vous disposez d'ouvrages ou d'articles de référence ou si vous connaissez des sites web de qualité traitant du thème abordé ici, merci de compléter l'article en donnant les références utiles à sa vérifiabilité et en les liant à la section « Notes et références ».
 (juin 2023).
Une agence photographique, ou agence de presse photographique est une société qui gère le travail, représente, vend, et distribue les photographies des photojournalistes.
La distribution de photographies couvertes par le droit d'auteur se fait contre rétribution, soit à la pièce, soit au forfait, soit par abonnement et s'appuie sur un catalogue d'archives photographiques constituées en base de données.
Les photoreporters qui sont liés à une agence le sont par contrat.

## Historique
Les premières agences de presse modernes apparaissent au tout début du XXe siècle : en France, par exemple, l'agence Rol est fondée en 1904, l'agence Meurisse en 1909. Ce mouvement est contemporain de la possibilité de reproduire plus facilement des photographies dans les supports de presse : les techniques de photocomposition permettent l'apparition de périodiques illustrés majoritairement par des reproductions de photographies. Un quotidien comme Excelsior fondé à Paris en 1910, s'impose aux publics grâce à ce concept. 
Pendant de nombreuses années, d'une part dans les années 1930 puis à l'époque de la guerre du Viêt Nam, Paris fut la capitale des agences de presse photographique.
Elles étaient divisées à l'époque en deux grandes catégories : les agences télégraphiques (AFP, Reuters, UPI, AP, etc.) et les agences dites « magazines », dont l'agence Dalmas (dont le fonds photographique a été racheté par Sipa press en 1974), l'agence APIS, l'agence des Reporters Associés. En 1947 fut créé Magnum Photo puis vinrent ensuite Gamma (1966), Sipa Press (1973) et Sygma (1973).
Ce phénomène provoqua, dans la seconde partie du XXe siècle, l'installation à Paris de nombreux magazines étrangers : allemands, américains, brésiliens, espagnols.
Depuis le début du XXIe siècle, de nombreuses agences disparaissent, en même temps qu'on assiste à une numérisation massive des images photographiques.
Parallèlement, une nouvelle génération de photothèques voit le jour, avec notamment Adobe-Fotolia, Getty Images, Scooplive, Shootnews et LicencePhoto.

## Agences photographiques
- Agence d'illustration pour la presse (AGIP) : Mise de côté pendant la guerre, elle reprend ses activités dès la Libération ;
- Alliance-Photo : est une association créée par Maria Eisner et René Zuber puis Pierre Boucher début 1933 et officialisée le 7 décembre 1934. René Zuber qui avait fondé le Studio Zuber en 1932 et engagés comme collaborateurs Pierre Boucher, Emeric Feher, Pierre Verger, Denise Bellon poursuivit son travail de photographie et de publicité jusqu'à la rencontre orchestré par André Lejard, rédacteur en chef de la revue Arts et métiers graphiques, avec Maria Eisner. Elle propose alors à René Zuber de représenter les travaux des photographes du Studio Zuber, donnant naissance à l'association Alliance Photo, rejoint plus tard par les autres photographes du Studio Zuber, Denise Bellon, Emeric Feher, Pierre Verger. C'est un collectif de photographes qui propose leurs travaux en fonction de la demande. Alliance photo prend fin à l'automne 1939 car Maria Eisner, de confession juive, doit fuir Paris.

Elle reprend son activité après la guerre sous la direction de Suzanne Laroche. Photographes appartenant à l'agence : Pierre Boucher, Emeric Feher, René Zuber, Denise Bellon, Pierre Verger, Henri Cartier-Bresson, Robert Doisneau, Pierre Jahan, Marcel Arthaud, Jean Roubier et Roughol. À la suite de divergences, certains photographes quittent l'agence et réactivent L'ADEP.
- Agence de documentation et d'édition photographique (ADEP) : Créée pendant la guerre par Orel et par Pierre Boucher, qui était graphiste dans les années 1920-1930, l'agence est réactivée par certains membres d'Alliance-Photo, dont Pierre Boucher qui dirigea le service graphique du plan Marshall de 1948-1952. Ensuite, de 1957 à 1970, L'ADEP devient l'agence de documentation et d'étude pour la presse. Elle ferme ses portes en 1959, la concurrences de Magnum et Rapho étant trop forte ;
- Gamma-Rapho, fondée en 2010, par le photographe François Lochon. Rapho avait été créée par le Hongrois Sandor Rado en 1933 et reprise par Raymond Grosset en 1947.
- Magnum Photos.

Autant qu'indispensable au vu de la demande d'images, la création de ces agences permet alors aux photographes de se regrouper pour mieux gérer leurs travaux et surtout leur diffusion[style à revoir]. Auteurs, ils sont les seuls à pouvoir décider des modifications à apporter à leurs photographies, qu'il s'agisse d'un recadrage pour une publication dans la presse ou autre. Par ailleurs, ces agences, dont les photographes choisissent eux-mêmes les nouveaux membres, deviendront par la suite de véritables écoles de photographes, Magnum en étant encore aujourd'hui[Quand ?] un bon exemple[réf. nécessaire].

## Chronologie des agences photographiques françaises
En France, on distingue les agences de presse photographique bénéficiant d'un agrément de la Commission paritaire des publications et agences de presse (ordonnance du 2 novembre 1945) et travaillant majoritairement avec la presse, des agences d'illustration et des stocks de photos.
- 1900 : l'agence de reportage universelle Henri Manuel
- 1904 : l’agence Rol, fondée au début du siècle par Marcel Rol (1876-1905)
- 1909 : l’agence Meurisse, fondée par Louis Meurisse
- 1927 : fondation de l’agence photographique de presse Keystone Paris par Alexandre Garaï.
- 1933 : fondation de Rapho par Charles Rado
- 1934 : Alliance Photo
- 1935 : l’Agence d’Illustration pour la presse (AGIP)
- 1937 : L'agence SAFRA
- 1939 : fondation de l'agence Fulgur par Antoine Koch, citoyen luxembourgeois.
- 1946 : L'agence Rapho est rouverte par Raymond Grosset associé à Charles Rado
- 1947 : fondation de Magnum Photos par Robert Capa et Henri Cartier-Bresson
- 1966 : fondation en novembre 1966 de l'agence Gamma par Hubert Henrotte, Hugues Vassal, Raymond Depardon et Léonard de Raemy
- 1972 : fondation de l'agence Viva par huit photographes
- 1973 : fondation de Sygma par Hubert Henrotte des suites d'une scission de l'agence Gamma
- 1973 : fondation de Fotolib, 1re agence de presse photo du quotidien Libération
- 1973 : fondation de Sipa Press par le photoreporter turc Gökşin Sipahioğlu
- 1979 : fondation de l'Agence Cosmos par Annie Boulat
- 1980 : fondation de La Compagnie des Reporters qui rachète l'agence Viva en 1982
- 1981 : fondation de l'agence Collectif-Presse par Bruno Helgen, Philippe Jarreau, Didier Lavault, Vincent Leloup, Georges Merillon, Jacques Torregano, et Manuel Vimenet.
- 1986 : fondation de l'Agence VU par Christian Caujolle
- 1989 : fondation de l'Agence Métis par Xavier Lambours, Marie-Paule Nègre, etc.
- 1998 : fondation de Rapsodia
- 1999 : rachat de Sygma par Corbis sous le nom de Corbis-Sygma
- 1999 : rachat de Gamma par Hachette Filipacchi Médias
- 2000 : rachat de Rapho par Hachette Filipacchi Médias
- 2001 : rachat de Sipa Press par Pierre Fabre, patron du groupe pharmaceutique éponyme
- 2005 : fondation de l'agence MYOP.
- 2006 : rachat de Hachette Filipacchi Photos (Gamma, Rapho, Keystone, Top, Jacana) par Eyedea (appartenant au fonds d'investissement Green Recovery)
- 2009 : dépôt de bilan du groupe Eyedea (Gamma, Rapho, Keystone, etc.)
- 2010 : dépôt de bilan de Corbis Sygma
- 2010 : reprise des fonds des anciennes agences du groupe Eyedea par le photographe François Lochon qui crée une nouvelle structure sous le nom Gamma-Rapho,
- 2011 : rachat de Sipa Press par l'agence allemande DAPD
- 2011 : création de l'agence Modds par Marie Delcroix et Olivia Dehostal, deux anciennes de Corbis.
- 2012 : dépôt de bilan de Sipa Press et rachat par un pool d'associés dont l'agence anglaise Rex Features
- 2014 : fermeture de l'agence Rapsodia